# Huhu
Huhu (kinesiska: 扈胡) är en köping i östra Kina. Den ligger i Huoqiu härad i staden Lu'an i provinsen Anhui, omkring 120 kilometer väster om provinshuvudstaden Hefei. Antalet invånare är 45688. Befolkningen består av 21 619 kvinnor och 24 069 män. Barn under 15 år utgör 17,0 %, vuxna 15-64 år 72 %, och äldre över 65 år 10,0 %.